# Marco Tricarico
Marco Tricarico (Foggia, 26 agosto 1985) è un ex schermidore italiano, specializzato nella sciabola. In forza al Centro Sportivo Carabinieri dal 2004 al 2012.
Campione mondiale giovanile nel 2002 e vincitore di 7 titoli nazionali giovanili, è stato assente durante le stagioni 2006 e 2007 per un lungo infortunio che gli ha causato due operazioni al legamento crociato anteriore.
La sorella Marianna è anch'essa nella nazionale di scherma e si è laureata campionessa del mondo Giovani ai mondiali di Digione del 1999.

## Palmarès

### Risultati élite
In carriera ha ottenuto i seguenti risultati:
Universiadi
Individuale
A squadre
- Argento nella sciabola a Belgrado 2009
- Argento nella sciabola a Shenzhen 2011
- Bronzo nella sciabola a Smirne 2005

Coppa del mondo
Prove individuali
- 2004-2005 -  (Algeri)
- 2009-2010 -  (Varsavia), 8º classificato a Mosca
- 2008-2009 - 7º classificato a New York; 8º classificato a Mosca

Prove a squadre
Campionati italiani
Individuale
- Argento nella sciabola a Jesi 2008
- Argento nella sciabola a Tivoli 2009
- Bronzo nella sciabola a Siracusa 2010
- 5º classificato nella sciabola a Udine 2005
- 7º classificato nella sciabola a Padova 2004
- 10º classificato nella sciabola a Bologna 2012
- 13º classificato nella sciabola a Livorno 2011

A squadre
- Oro nella sciabola a Padova 2004
- Oro nella sciabola a Jesi 2008
- Oro nella sciabola a Tivoli 2009
- Oro nella sciabola a Siracusa 2010
- Oro nella sciabola a Bologna 2012

Europei
Individuale
- 33º classificato nella sciabola a Copenaghen 2004

A squadre
- 8º classificato nella sciabola a Copenaghen 2004

### Altri risultati
Mondiali giovani
Individuale
- 5º classificato nella sciabola a Linz 2005
- 7º classificato nella sciabola a Plovdiv 2004

A squadre
Mondiali cadetti
Individuale
- Oro nella sciabola a Adalia 2002

Campionati Italiani Giovanili
1995 - 1º classificato fioretto Prime Lame
1997 - 1º classificato sciabola Giovanissimi
1999 - 1º classificato sciabola Allievi
2000 - 1º classificato sciabola Allievi
2000 - 1º classificato sciabola Cadetti
2002 - 1º classificato sciabola Cadetti
2004 - 1º classificato sciabola Giovani